# 狂歡 (專輯)
狂歡（英語：Hardcore Jollies）為放克音樂團體放克瘋（Funkadelic）的音樂專輯。1976年於華納兄弟唱片公司發行。這是該團體首次踏入主流大公司的初試啼聲。本專輯獻給了全世界的[吉他手]。當初，專輯的第一面稱作"Osmosis Phase 1"，第二面則稱為"Terribitus Phase 2"。
此張專輯是三位曾待過百樂門樂團（The Parliaments）的團員最後一次在放克瘋的專輯裡現聲：Fuzzy Haskins、卡文·賽門（Calvin Simon）與葛拉帝·湯馬士（Grady Thomas）。
專輯是在Priority唱片Priority Records）重行發行CD版本。

## 曲目
1. "Comin' Round the Mountain" (喬治·克林頓，葛瑞斯·庫克（Grace Cook）)
2. "Smokey" (克林頓，蓋瑞·旭德（Garry Shider）)
3. "If You Got Funk, You Got Style" (克林頓，布基·柯林斯（Bootsy Collins）、伯尼·禾尼爾（Bernie Worrell）)
4. "Hardcore Jollies" (克林頓，禾尼爾)
5. "Soul Mate" (克林頓，庫克)
6. "Cosmic Slop" (現場演出—錄音室版本收錄於Cosmic Slop專輯) (克林頓，禾尼爾)
7. "You Scared the Lovin' Outta Me" (克林頓，格倫·高因斯（Glen Goins）)
8. "Adolescent Funk" (克林頓，麥可·漢普頓（Michael Hampton），禾尼爾)

## 全體人員
- 主唱：喬治·克林頓，芮·戴維斯（[Ray Davis），Fuzzy Haskins，葛瑞狄·湯馬士（Grady Thomas），卡文·賽門，蓋瑞·旭德，格倫·高因斯
- 主奏吉他：麥可·漢普頓
- 伴奏吉他：艾迪·海瑟（Eddie Hazel），蓋瑞·旭德，格倫·高因斯
- 鍵盤樂器：伯尼·禾尼爾
- 貝斯：Boogie Mosson
- 鼓：傑洛米·貝瑞利（Jerome Brailey）

## Cosmic Slop
"Cosmic Slop"同樣是放克瘋在1973年的專輯名稱，該專輯中麥可·漢普頓的吉他被高度推崇。在歌曲中，兒子唱出了一件母親必須面對的殘酷現實。

## 相關網站
- The Motherpage